# Javier Reina
Javier Arley Reina Calvo (Cali, 4 gennaio 1989) è un calciatore colombiano, centrocampista del Deportivo Cali.

## Palmarès

### Club

#### Competizioni statali
- Campionato Mineiro: 1

Cruzeiro: 2008
- Campionato Baiano: 1

Vitória: 2009
- Campionato Cearense: 2

Ceará: 2012, 2018

#### Competizioni nazionali
- Campionato cileno: 1

Colo-Colo: Apertura 2015
- Copa Colombia: 1

Independiente Medellín: 2020